# Зебровая улитка
Зебровая улитка (Achatina zebra) — один из самых крупных наземных раковинных моллюсков; раковина её достигает высоты 16 см и ширины в 8 см, цвет белый с многочисленными узкими волнистыми продольными полосками и линиями. Водится на Мадагаскаре.